# Holbeck (Nottinghamshire)
Holbeck is een civil parish in het bestuurlijke gebied Bassetlaw, in het Engelse graafschap Nottinghamshire met 195 inwoners.